# کرافورد (مین)
کرافورد، مین (به انگلیسی: Crawford, Maine) یک سکونتگاه مسکونی در ایالات متحده آمریکا است که در شهرستان واشینگتن، مین واقع شده‌است.

## خصوصیات
کرافورد ۹۷٫۸۵ کیلومترمربع مساحت و ۱۰۵ نفر جمعیت دارد و ۴۰ متر بالاتر از سطح دریا واقع شده‌است.